# ドボシュトルタ

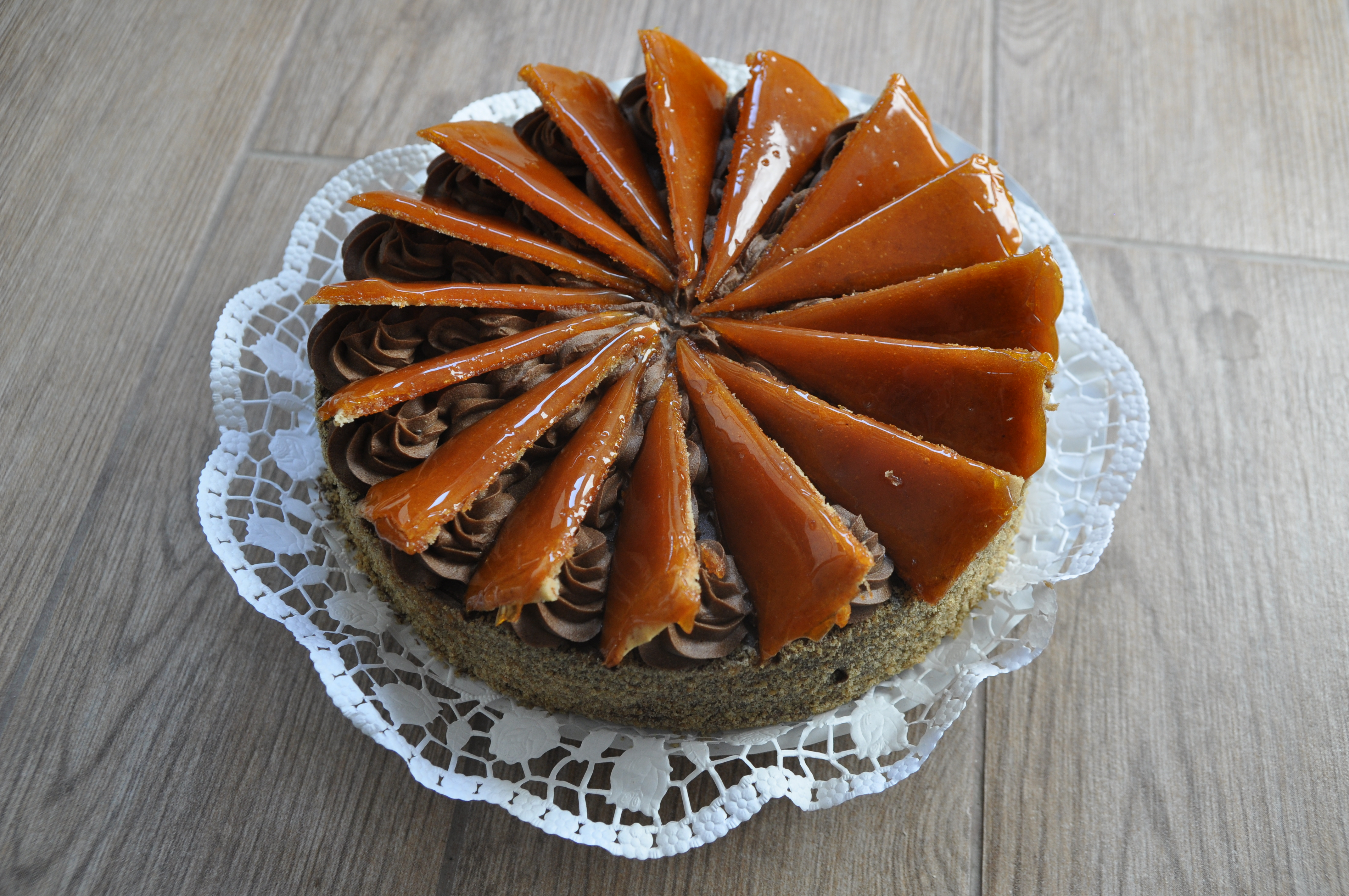
ドボシュトルタの例

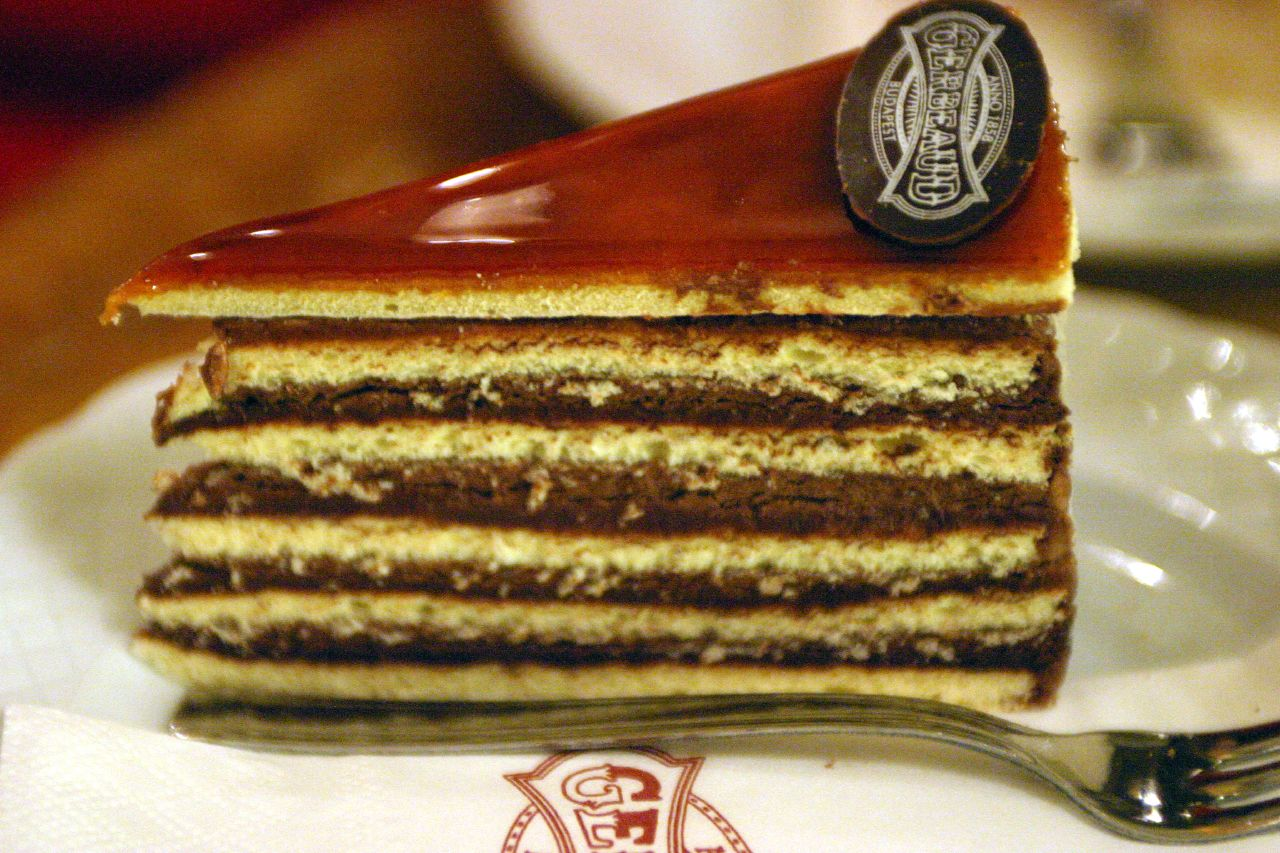
カフェ・ジェルボーのドボシュトルタ

ドボシュトルタ（ハンガリー語: dobostorta、ドイツ語: Dobostorte、英語: Dobos Torte）はハンガリーを代表する焼き菓子。ドボシュ・トルタとも。
日本ではドボシュトルテやドボシトルタのカナ表記も見られる。

## 概要
6層のスポンジケーキの間にカカオ入りのバタークリームが挟まれ、一番上のスポンジケーキをカラメルでコーティングしたトルテである。
ハンガリーの菓子職人であるヨーゼフ・ドボシュが19世紀後半に考案したケーキである。エリーザベト (オーストリア皇后)の好物であったことでも知られ、エリーザベトも試食を行っている。
ヨーゼフ・ドボシュは晩年に投資に失敗し、病を患って亡くなったことで店は現存していないが、当時、ドボシュと並ぶ菓子職人だったエミル・ジェルボーの店「カフェ・ジェルボー」ではオリジナルに近いドボシュトルタを作っている。
ドボシュは1887年にドボシュトルタを創造し、包装を工夫して国内外に発送した。1896年の万国博覧会にはドボシュパビリオンが造営され、作りたてのドボシュトルタを来場者に供した。ドボシュトルタのあまりの人気から粗悪な偽物が出回るようになったため、ドボシュは1906年にドボシュトルタのレシピを公にし、ブダペシュトの菓子職人とメーゼシュカラーチ（ジンジャーブレッドの一種）職人のギルドに寄付した。1962年には、ハンガリーの料理人と菓子職人の組合がドボシュトルタの生誕75周年記念式典を催し、菓子職人達が直径6フィート（約1.8m）のドボシュトルタと共にブダペシュトの通りをパレードした。

## 参考資料
- 『チョコレートブック』（ヘルガ・ルビンスタイン著、平凡社）